# Quattrocento

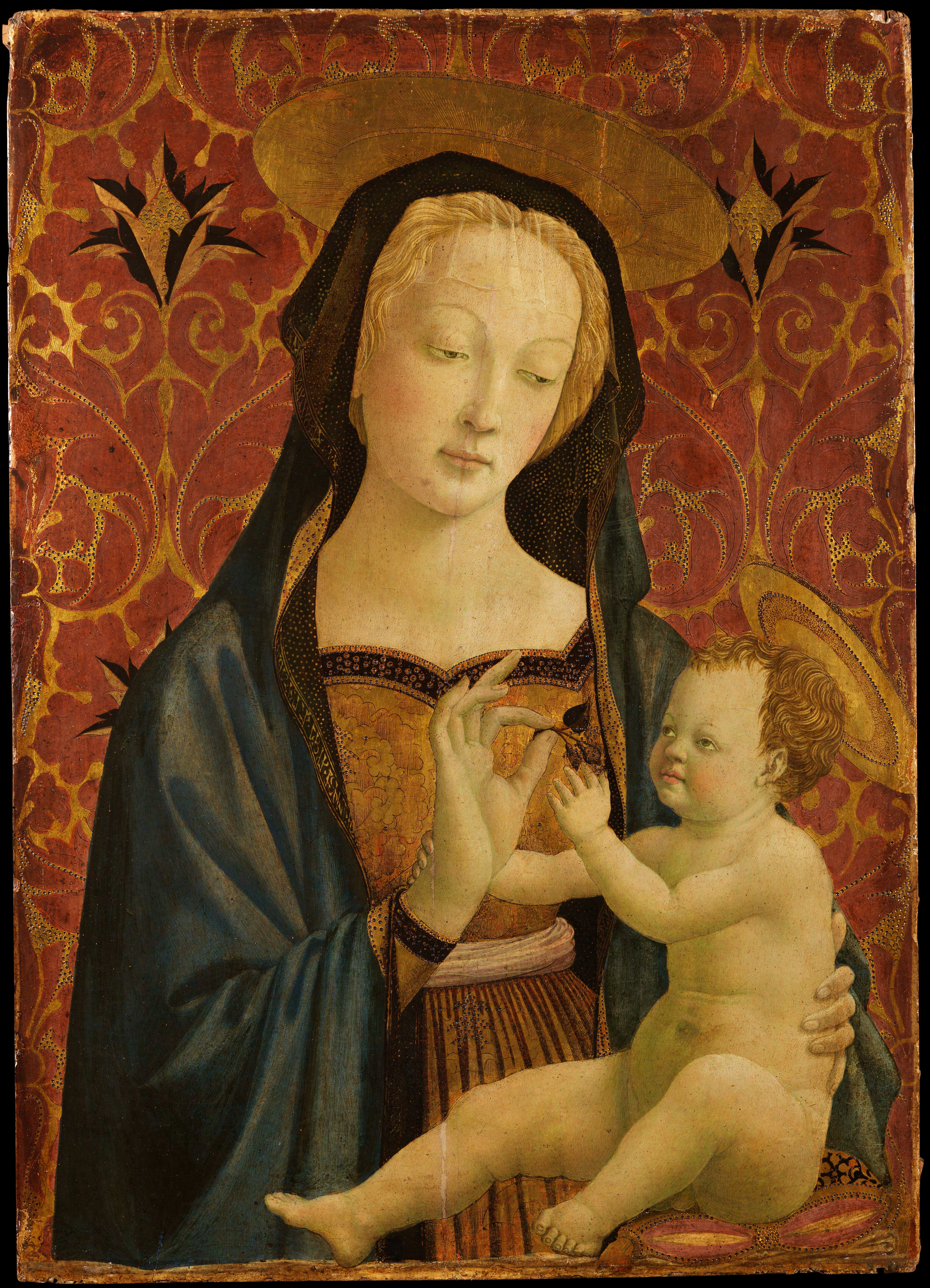
Virgen con el Niño Dios, obra de Domenico Veneziano.

El Quattrocento (término que en castellano significa cuatrocientos, por los años pertenecientes en su origen en Italia) se sitúa a lo largo de todo el siglo XV y puede considerarse como una primera fase del movimiento conocido como Renacimiento. Desde un punto de vista ideológico, el Renacimiento supuso la recuperación de la Antigüedad y la desaparición de lo medieval. En esta evolución tuvo una influencia decisiva el humanismo, una nueva corriente de pensamiento que tenía como característica notable la valoración del arte clásico griego y romano.

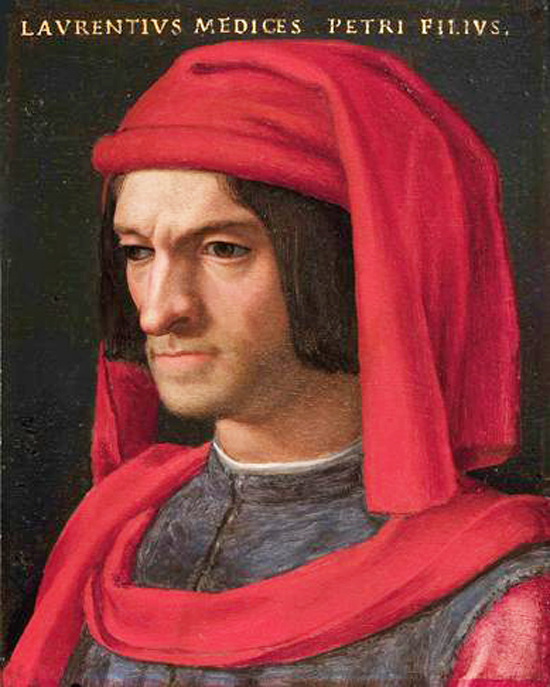
Lorenzo de Médici

En la Italia del Quattrocento (1350-1464) la península estaba organizada en pequeños estados oligárquicos. Como había una economía muy rica y de carácter comercial, algunas ciudades como Florencia y Milán, estaban dominadas por familias de aristócratas y banqueros (familia Médici y los Sforza). En esta época aparece la figura del artista y creador en detrimento del anonimato. Surge el taller del maestro, que es quien recibe los encargos de los clientes. Este hecho podría sindicarse como el nacimiento de la categoría de autor.
Así pues, artistas e intelectuales humanistas querrán superar aquel mundo clásico, no solo imitar sus bases. Todo esto dio lugar a una nueva concepción del mundo: el antropocentrismo. El hombre es la obra más perfecta de Dios, el centro y medida de todas las cosas. Se pinta la figura humana independientemente de lo que represente.
Durante el Quattrocento, el núcleo más destacado fue Florencia, la ciudad más vanguardista de las artes. Esta etapa tiene su final en 1492 provocada por la huida de los artistas debido al teocrático liderado por Savonarola, además de la muerte de Lorenzo de Médici.
En el campo del arte, los máximos exponentes fueron, entre otros:
- Escultura: Se recuperan los temas mitológicos. Los escultores se interesaron por representar el cuerpo, como Donatello (por ejemplo, en el David) o Lorenzo Ghiberti (el Sacrificio de Isaac en las puertas del baptisterio de la catedral de Florencia o Santa María del Fiore).
- Pintura: aplicaron en los cuadros la perspectiva, representando la profundidad, como Masaccio, Fra Angélico, Sandro Botticelli, Piero della Francesca, Paolo Uccello, Filippo Lippi y Andrea Mantegna.

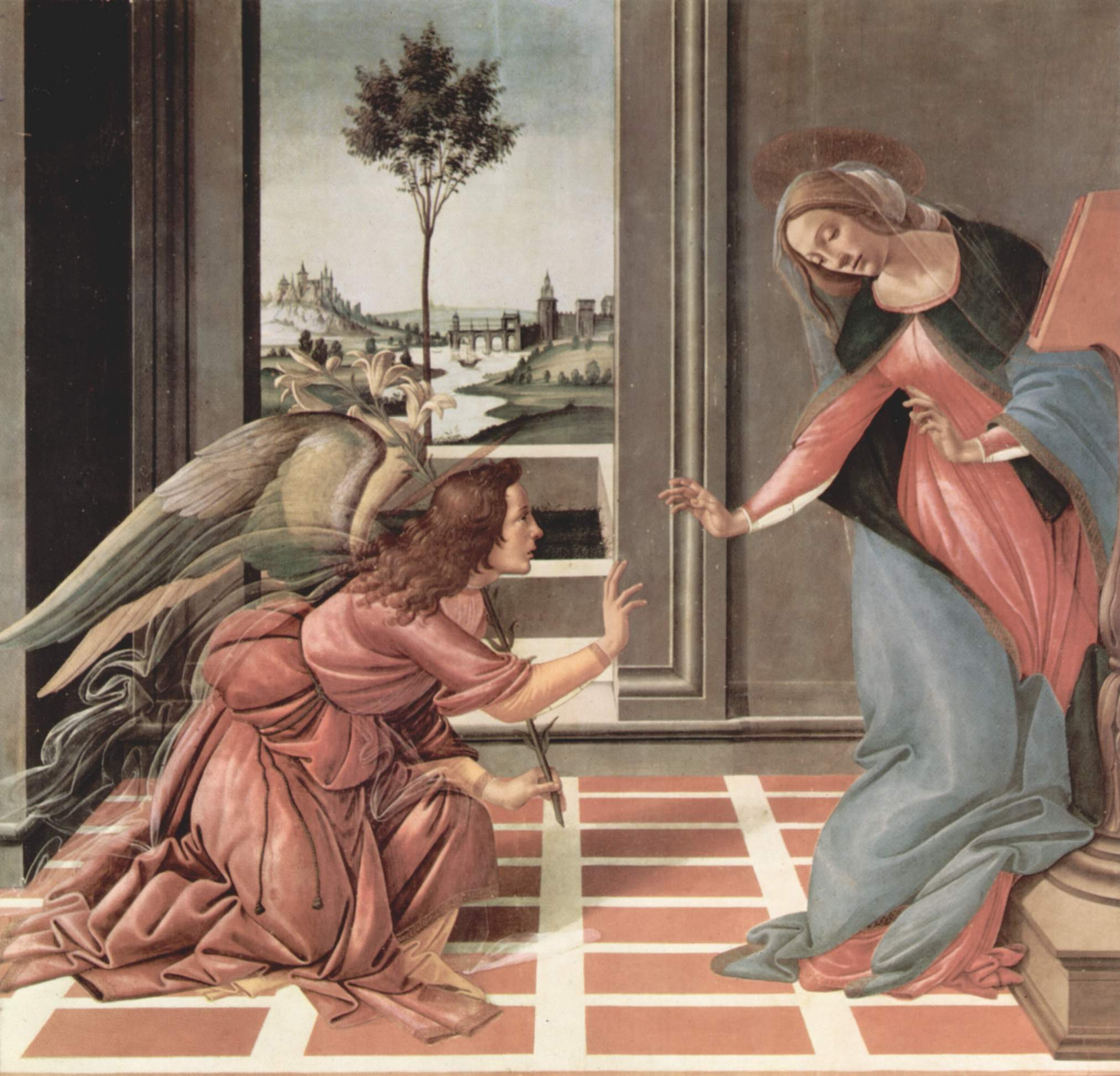
La Anunciación de Cestello, de Sandro Botticelli.

- Arquitectura: los arquitectos buscaron el lenguaje arquitectónico clásico, como Filippo Brunelleschi y Leon Battista Alberti.

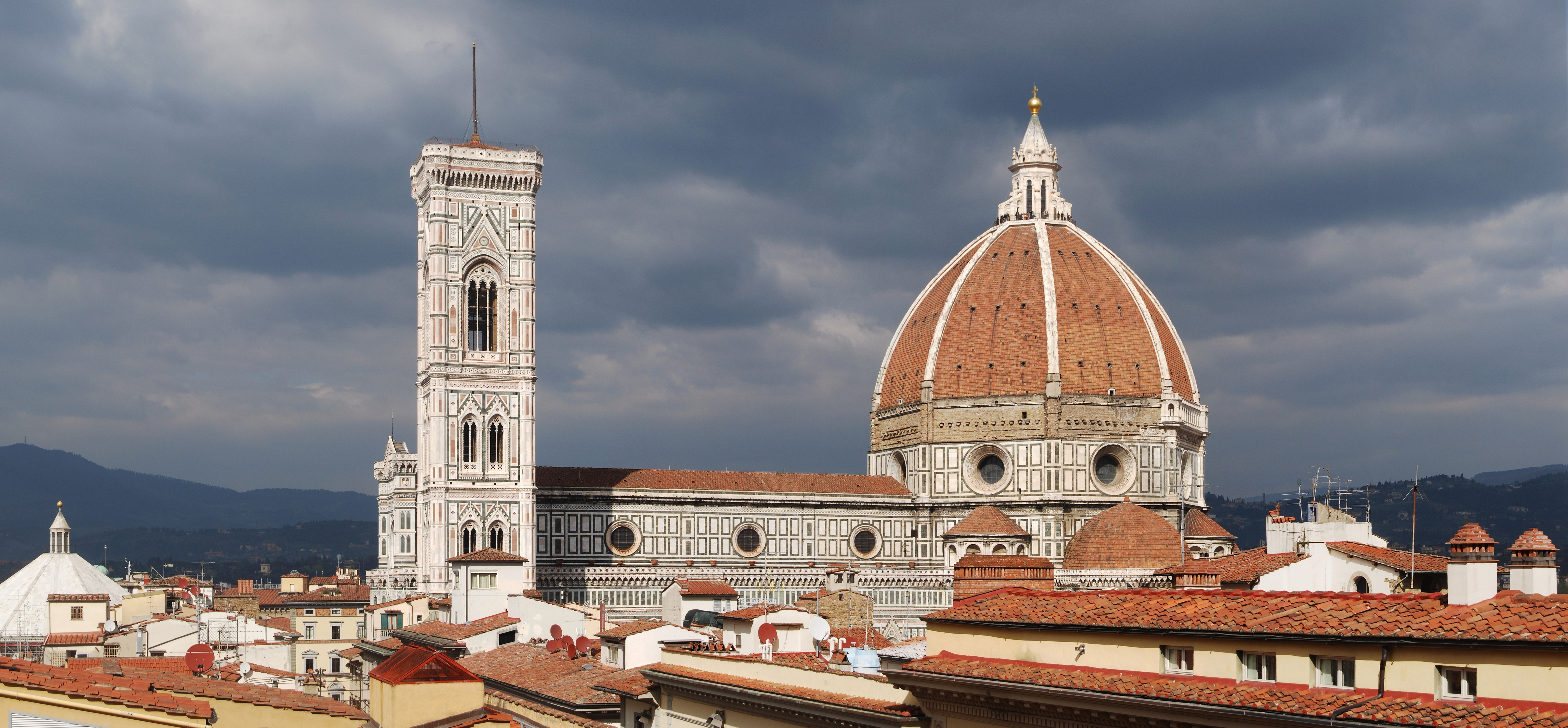
Santa María del Fiore

- Literatura: los pensadores y poetas de este periodo están vinculados a los ideales humanistas, como Pico della Mirandola, Marsilio Ficino, Leon Battista Alberti, Leonardo da Vinci, Angelo Poliziano, Matteo Maria Boiardo y Ermolao Barbaro.